# Trigun: Badlands Rumble
Trigun: Badlands Rumble è un film d'animazione del 2010 diretto da Satoshi Nishimura.
Il film, prodotto da Madhouse, è uno spin-off basato sul manga Trigun di Yasuhiro Nightow. 

## Trama
In un flashback viene raccontato cosa era accaduto 20 anni prima. Gasback, un fuorilegge corpulento e senza scrupoli, viene tradito dai suoi stessi complici (Caine, Mechio e Dorino) a rapina ultimata. Proprio nel momento in cui rischia di essere assassinato dai suoi uomini, viene salvato da Vash the Stampede, che come al solito vuole evitare che chiunque, anche tra i criminali più spietati, perda la vita. Il salvataggio però pesa fortemente sul nostro eroe, poiché in seguito Gasback diviene la causa di innumerevoli vittime.
Dopo 20 anni sulla testa di Gasback pende una taglia altissima, il cui compenso fa gola a molti cacciatori di taglie, tra cui Amelia, cowgirl ed abile pistolera. In viaggio su una nave del deserto, Amelia viene salvata da due assalitori proprio dal tifone umanoide. Una volta arrivati a Macca City, Vash cerca in tutti i modi di restare vicino alla donna, ma questa lo respinge. I due si ritrovano la sera stessa in un locale, dove Vash ritrova le due assicuratrici Meryl Stryfe e Milly Thompson giunte in città per l'assicurazione di 5 miliardi sulla gigantesca statua in bronzo del sindaco Caine.
Gasback incontra casualmente Nicholas D. Wolfwood che nel deserto stava per morire di sete. Per ripagare il debito, Wolfwood diventa momentaneamente la guardia del corpo del criminale. Insieme alla sua banda, Gasback attacca la fabbrica di proprietà di Mechio e ruba un hovercraft-cargo. Nel momento in cui sia Meryl Stryfe e Milly Thompson sia Amelia stanno per lasciare la città, arriva Gasback che sfonda la porta della città e si fa largo fino alla casa di Caine. Qui si trovano tutti e tre i vecchi complici di Gasback che in passato lo hanno tradito. Caine, preso dalla paura, spara agli altri due e indica loro come i colpevoli. Gasback sta per uccidere Caine ma irrompono nella stanza Vash e Amelia, anche in questa situazione il tifone umanoide fa di tutto per evitare inutili spargimenti di sangue, anche se questo significa permettere a Gasback di fuggire. Il piano del criminale prevede anche il furto del Plant che sostiene la città, il quale rotola a valle e distrugge la statua assicurata di Caine.
In fuga con la sua banda, in molti inseguono i criminali in fuga dalla città. Vash, nel tentativo di fermare Amelia dall'ottenere la sua vendetta su Gasback (rischiando gravemente di danneggiare il Plant), viene colpito da un colpo di pistola sparato da uno dei criminali. Cade nelle sabbie mobili e viene creduto morto, ma Meryl e Milly, passando di lì, ritrovano Vash incolume. Intanto Amelia e il reverendo Wolfwood cercano di recuperare il Plant per salvare la città. Sgominata la banda, durante lo scontro con Gasback arriva Vash. Questi riesce a ferire il criminale a una gamba e a una spalla, ma solo Amelia riesce a fermarlo grazie a un guanto speciale realizzato dallo stesso Gasback e donato alla madre di Amelia 20 anni prima. In questa situazione il criminale, arresosi, viene a sapere che la donna è morta e che Amelia è sua figlia. Gasback decide di consegnarsi e il ricavato della taglia viene donato alla città. Amelia lo segue mentre viene portato via, ammanettato dalle forze dell'ordine insieme al resto della banda.
Dal dialogo finale tra Vash e Wolfwood veniamo a sapere che Amelia ha 19 anni quindi, se Vash non avesse aiutato Gasback 20 anni prima, lei non sarebbe nata.

## Produzione
Nel 2008, sul numero 14 di Trigun Maximum è stato annunciato il progetto di realizzare una trasposizione cinematografica di Trigun. Il 24 aprile 2010 Madhouse ha presentato il film nelle sale giapponesi.
Il 28 luglio 2011 Dynit ha annunciato l'acquisizione di Trigun: Badlands Rumble. Inoltre è stato pubblicato sul canale YouTube di Dynit, il trailer in italiano del film. Il 2 ottobre 2011 il film è stato proiettato al Romics a Roma e il 1 novembre al Lucca Comics.
Dal 26 ottobre 2011 il film è distribuito, sempre da Dynit, direttamente in DVD e Blu-ray. La versione blu-ray contiene contenuti extra (interviste allo staff, trailer e spot promozionali, scene extra, sigla di apertura e chiusura senza crediti e trailer alternativi). È stata realizzata anche un'edizione limitata con confezione speciale, digipack (con card ed un libretto speciale contenente approfondimenti e note sul film).

## Curiosità
- In più di una scena compare Kuroneko-sama, una gatta nera presente anche nel manga e anime di Trigun.